# Lista de capelas de Braga

## Arentim e Cunha
| Igreja                            | Patrono                | Localização | coordenadas geográficas     | imagem |
| --------------------------------- | ---------------------- | ----------- | --------------------------- | ------ |
| Capela de Nossa Senhora das Neves | Gonçalo de Amarante    | Arentim     | 41° 29′ 23″ N, 8° 30′ 39″ O |        |
| Capela de Nossa Senhora do Carmo  | Nossa Senhora do Carmo | Cunha       | 41° 29′ 41″ N, 8° 30′ 29″ O |        |

## Braga (Maximinos, Sé e Cividade)
| Igreja                                   | Patrono         | Localização | coordenadas geográficas     | imagem |
| ---------------------------------------- | --------------- | ----------- | --------------------------- | ------ |
| Capela da Nossa Senhora da Torre         |                 | Cividade    | 41° 32′ 53″ N, 8° 25′ 36″ O |        |
| Capela de São Gregório                   | Papa Gregório I | Maximinos   | 41° 32′ 32″ N, 8° 26′ 44″ O |        |
| Capela de São Miguel-o-Anjo              | Miguel          | Maximinos   | 41° 32′ 55″ N, 8° 26′ 00″ O |        |
| Capela de São Sebastião das Carvalheiras | São Sebastião   |             | 41° 32′ 51″ N, 8° 25′ 45″ O |        |
| Capela do Senhor das Ânsias              |                 | Sé          | 41° 33′ 10″ N, 8° 26′ 03″ O |        |
| Capela Árvore da Vida                    |                 |             | 41° 32′ 55″ N, 8° 25′ 35″ O |        |

## Braga (São José de São Lázaro e São João do Souto)
| Igreja                               | Patrono              | Localização            | coordenadas geográficas     | imagem |
| ------------------------------------ | -------------------- | ---------------------- | --------------------------- | ------ |
| Capela de Nossa Senhora da Conceição |                      | São João do Souto      | 41° 33′ 00″ N, 8° 25′ 29″ O |        |
| Capela de Santa Justa                |                      | São José de São Lázaro | 41° 32′ 32″ N, 8° 25′ 31″ O |        |
| Capela de Santo Adrião               | Adriano de Nicomédia |                        | 41° 32′ 23″ N, 8° 24′ 39″ O |        |
| Capela de São Bento                  | Bento de Núrsia      | São José de São Lázaro | 41° 32′ 55″ N, 8° 25′ 24″ O |        |
| Capela de São João da Ponte          | João Batista         | São José de São Lázaro | 41° 32′ 31″ N, 8° 25′ 07″ O |        |
| Capela e recolhimento da caridade    |                      | São João do Souto      | 41° 33′ 12″ N, 8° 25′ 33″ O |        |

## Braga (São Vicente)
| Igreja                      | Patrono                  | Localização | coordenadas geográficas     | imagem |
| --------------------------- | ------------------------ | ----------- | --------------------------- | ------ |
| Capela de São Romão         | Romão de Antioquia       |             | 41° 34′ 24″ N, 8° 25′ 06″ O |        |
| Capela do Coração de Jesus  | Sagrado Coração de Jesus |             | 41° 33′ 17″ N, 8° 25′ 17″ O |        |
| Capela do Senhor do Socorro |                          |             | 41° 34′ 29″ N, 8° 25′ 06″ O |        |

## Braga (São Vítor)
| Igreja                                       | Patrono                    | Localização | coordenadas geográficas     | imagem |
| -------------------------------------------- | -------------------------- | ----------- | --------------------------- | ------ |
| Capela de Nossa Senhora de Guadalupe (Braga) | Nossa Senhora de Guadalupe |             | 41° 33′ 12″ N, 8° 25′ 05″ O |        |
| Capela de Santa Tecla                        | Santa Tecla                |             | 41° 32′ 49″ N, 8° 24′ 27″ O |        |
| Capela de São Vítor-o-Velho                  |                            |             | 41° 33′ 18″ N, 8° 24′ 23″ O |        |
| Capela do Senhor do Alecrim                  |                            |             | 41° 33′ 59″ N, 8° 24′ 39″ O |        |
| Capela do Senhor dos Milagres                |                            |             | 41° 34′ 25″ N, 8° 24′ 07″ O |        |

## Cabreiros e Passos (São Julião)
| Igreja                      | Patrono                 | Localização | coordenadas geográficas     | imagem |
| --------------------------- | ----------------------- | ----------- | --------------------------- | ------ |
| Capela do Senhor dos Passos | Nosso Senhor dos Passos | Cabreiros   | 41° 32′ 19″ N, 8° 29′ 19″ O |        |

## Celeirós, Aveleda e Vimieiro
| Igreja                        | Patrono         | Localização | coordenadas geográficas     | imagem |
| ----------------------------- | --------------- | ----------- | --------------------------- | ------ |
| Capela Nossa Senhora do Parto |                 | Aveleda     | 41° 31′ 33″ N, 8° 27′ 24″ O |        |
| Capela de São Bento           | Bento de Núrsia | Vimieiro    | 41° 30′ 28″ N, 8° 28′ 09″ O |        |
| Capela do Senhor da Paciência |                 | Celeirós    | 41° 30′ 35″ N, 8° 26′ 34″ O |        |

## Crespos e Pousada
| Igreja                                      | Patrono                 | Localização | coordenadas geográficas     | imagem |
| ------------------------------------------- | ----------------------- | ----------- | --------------------------- | ------ |
| Capela de Nossa Senhora de Fátima (Pousada) | Nossa Senhora de Fátima | Pousada     | 41° 35′ 58″ N, 8° 20′ 53″ O |        |

## Escudeiros e Penso (Santo Estêvão e São Vicente)
| Igreja                                     | Patrono                  | Localização | coordenadas geográficas     | imagem |
| ------------------------------------------ | ------------------------ | ----------- | --------------------------- | ------ |
| Capela de Nossa Senhora do Rosário (Braga) | Nossa Senhora do Rosário | Escudeiros  | 41° 28′ 42″ N, 8° 25′ 39″ O |        |
| Capela de Pousada                          |                          | Escudeiros  | 41° 29′ 01″ N, 8° 25′ 34″ O |        |

## Espinho
| Igreja                                   | Patrono                 | Localização | coordenadas geográficas     | imagem |
| ---------------------------------------- | ----------------------- | ----------- | --------------------------- | ------ |
| Capela de Santo António (Espinho, Braga) | Santo António de Lisboa |             | 41° 32′ 29″ N, 8° 20′ 49″ O |        |

## Esporões
| Igreja                                  | Patrono     | Localização | coordenadas geográficas     | imagem |
| --------------------------------------- | ----------- | ----------- | --------------------------- | ------ |
| Capela de Nossa Senhora da Caridade     |             |             | 41° 30′ 33″ N, 8° 25′ 14″ O |        |
| Capela de Santa Marta das Cortiças      | Santa Marta |             | 41° 30′ 53″ N, 8° 23′ 39″ O |        |
| Capela do Senhor dos Aflitos (Esporões) |             |             | 41° 30′ 19″ N, 8° 25′ 02″ O |        |

## Este (São Pedro e São Mamede)
| Igreja                  | Patrono         | Localização        | coordenadas geográficas     | imagem |
| ----------------------- | --------------- | ------------------ | --------------------------- | ------ |
| Capela de São Sebastião | São Sebastião   | São Mamede de Este | 41° 34′ 40″ N, 8° 21′ 19″ O |        |
| Capela de São Simão     | Simão, o Zelote | São Mamede de Este | 41° 34′ 46″ N, 8° 20′ 29″ O |        |

## Ferreiros e Gondizalves
| Igreja                         | Patrono                  | Localização | coordenadas geográficas     | imagem |
| ------------------------------ | ------------------------ | ----------- | --------------------------- | ------ |
| Capela da Misericórdia         | Nossa Senhora das Mercês | Ferreiros   | 41° 31′ 30″ N, 8° 26′ 51″ O |        |
| Capela da Senhora da Esperança |                          | Gondizalves | 41° 32′ 31″ N, 8° 27′ 34″ O |        |
| Capela da Ventosa              |                          | Ferreiros   | 41° 31′ 52″ N, 8° 26′ 40″ O |        |

## Figueiredo
| Igreja                                         | Patrono                 | Localização | coordenadas geográficas     | imagem |
| ---------------------------------------------- | ----------------------- | ----------- | --------------------------- | ------ |
| Capela da Nossa Senhora de Fátima (Figueiredo) | Nossa Senhora de Fátima |             | 41° 29′ 58″ N, 8° 26′ 56″ O |        |

## Guisande e Oliveira (São Pedro)
| Igreja                         | Patrono         | Localização           | coordenadas geográficas     | imagem |
| ------------------------------ | --------------- | --------------------- | --------------------------- | ------ |
| Capela de São Bento (Oliveira) | Bento de Núrsia | São Pedro de Oliveira | 41° 28′ 46″ N, 8° 28′ 09″ O |        |
| Capela do Senhor do Padrão     |                 | Guisande              | 41° 28′ 52″ N, 8° 26′ 24″ O |        |

## Lamas
| Igreja                          | Patrono                 | Localização | coordenadas geográficas     | imagem |
| ------------------------------- | ----------------------- | ----------- | --------------------------- | ------ |
| Capela de Santo António (Lamas) | Santo António de Lisboa |             | 41° 29′ 46″ N, 8° 26′ 15″ O |        |

## Merelim (São Paio), Panoias e Parada de Tibães
| Igreja                                             | Patrono                | Localização         | coordenadas geográficas     | imagem |
| -------------------------------------------------- | ---------------------- | ------------------- | --------------------------- | ------ |
| Capela de Nossa Senhora da Guia (Parada de Tibães) | Nossa Senhora da Guia  | Parada de Tibães    | 41° 33′ 49″ N, 8° 28′ 15″ O |        |
| Capela de Nossa Senhora do Carmo (Merelim)         | Nossa Senhora do Carmo | São Paio de Merelim | 41° 35′ 10″ N, 8° 27′ 20″ O |        |
| Capela de São José                                 | São José               | Parada de Tibães    | 41° 33′ 45″ N, 8° 27′ 39″ O |        |
| Capela de São Roque (São Paio de Merelim)          | Roque de Montpellier   | São Paio de Merelim | 41° 35′ 03″ N, 8° 27′ 58″ O |        |
| Capela de São Sebastião                            | São Sebastião          | Parada de Tibães    | 41° 33′ 35″ N, 8° 27′ 46″ O |        |

## Merelim (São Pedro) e Frossos
| Igreja                            | Patrono                 | Localização          | coordenadas geográficas     | imagem |
| --------------------------------- | ----------------------- | -------------------- | --------------------------- | ------ |
| Capela de Santo António (Frossos) | Santo António de Lisboa | Frossos              | 41° 34′ 01″ N, 8° 27′ 00″ O |        |
| Capela de São Brás do Carmo       | Brás de Sebaste         | São Pedro de Merelim | 41° 34′ 58″ N, 8° 27′ 14″ O |        |

## Mire de Tibães
| Igreja                         | Patrono               | Localização | coordenadas geográficas     | imagem |
| ------------------------------ | --------------------- | ----------- | --------------------------- | ------ |
| Capela de São Filipe de Gens   | Filipe, o Evangelista |             | 41° 32′ 54″ N, 8° 29′ 02″ O |        |
| Saint Benedict chapel in Ruães | Bento de Núrsia       |             | 41° 35′ 15″ N, 8° 28′ 23″ O |        |

## Morreira e Trandeiras
| Igreja                       | Patrono | Localização | coordenadas geográficas     | imagem |
| ---------------------------- | ------- | ----------- | --------------------------- | ------ |
| Capela do Senhor do Calvário |         | Morreira    | 41° 29′ 31″ N, 8° 24′ 34″ O |        |

## Nogueira, Fraião e Lamaçães
| Igreja                   | Patrono        | Localização | coordenadas geográficas     | imagem |
| ------------------------ | -------------- | ----------- | --------------------------- | ------ |
| Capela do Espírito Santo | Espírito Santo | Nogueira    | 41° 31′ 53″ N, 8° 24′ 02″ O |        |

## Nogueiró e Tenões
| Igreja                               | Patrono | Localização | coordenadas geográficas     | imagem |
| ------------------------------------ | ------- | ----------- | --------------------------- | ------ |
| Capela de Nossa Senhora da Conceição |         | Nogueiró    | 41° 33′ 00″ N, 8° 23′ 09″ O |        |
| Capela dos Prazeres                  |         | Tenões      | 41° 33′ 47″ N, 8° 22′ 54″ O |        |

## Padim da Graça
| Igreja                           | Patrono                  | Localização | coordenadas geográficas     | imagem |
| -------------------------------- | ------------------------ | ----------- | --------------------------- | ------ |
| Capela de Nossa Senhora da Graça | Nossa Senhora das Graças |             | 41° 34′ 02″ N, 8° 29′ 35″ O |        |

## Pedralva
| Igreja                              | Patrono        | Localização | coordenadas geográficas     | imagem |
| ----------------------------------- | -------------- | ----------- | --------------------------- | ------ |
| Capela do Espírito Santo (Pedralva) | Espírito Santo |             | 41° 33′ 47″ N, 8° 19′ 07″ O |        |

## Priscos
| Igreja                             | Patrono                 | Localização | coordenadas geográficas     | imagem |
| ---------------------------------- | ----------------------- | ----------- | --------------------------- | ------ |
| Capela da Nossa Senhora dos Passos | Nosso Senhor dos Passos |             | 41° 29′ 58″ N, 8° 28′ 36″ O |        |
| Capela de São Tomé                 | São Tomé                |             | 41° 29′ 12″ N, 8° 28′ 06″ O |        |

## Real, Dume e Semelhe
| Igreja                                         | Patrono                  | Localização | coordenadas geográficas     | imagem |
| ---------------------------------------------- | ------------------------ | ----------- | --------------------------- | ------ |
| Capela de Nossa Senhora da Conceição da Granja |                          | Dume        | 41° 34′ 15″ N, 8° 25′ 28″ O |        |
| Capela de Nossa Senhora do Rosário (Dume)      | Nossa Senhora do Rosário | Dume        | 41° 34′ 03″ N, 8° 26′ 08″ O |        |
| Capela de São Frutuoso                         | Frutuoso de Braga        | Real        | 41° 33′ 37″ N, 8° 26′ 19″ O |        |
| Capela de São Gonçalo                          | Gonçalo de Amarante      | Semelhe     | 41° 33′ 35″ N, 8° 27′ 16″ O |        |
| Capela de São Jerónimo                         |                          | Real        | 41° 33′ 27″ N, 8° 26′ 38″ O |        |
| Capela de São Lourenço da Ordem                | São Lourenço             | Real        | 41° 33′ 38″ N, 8° 26′ 01″ O |        |
| Capela do Senhor de Lírio                      |                          | Semelhe     | 41° 33′ 13″ N, 8° 27′ 51″ O |        |

## Sequeira
| Igreja                        | Patrono         | Localização | coordenadas geográficas     | imagem |
| ----------------------------- | --------------- | ----------- | --------------------------- | ------ |
| Capela de São Paio (Sequeira) | Paio de Córdova |             | 41° 31′ 55″ N, 8° 27′ 35″ O |        |

## Sobreposta
| Igreja                     | Patrono  | Localização | coordenadas geográficas     | imagem |
| -------------------------- | -------- | ----------- | --------------------------- | ------ |
| Capela de São Tomé (Braga) | São Tomé |             | 41° 32′ 42″ N, 8° 19′ 24″ O |        |

## Tadim
| Igreja                         | Patrono                                      | Localização | coordenadas geográficas     | imagem |
| ------------------------------ | -------------------------------------------- | ----------- | --------------------------- | ------ |
| Capela da Senhora das Candeias | Nossa Senhora da Candelária (Ilhas Canárias) |             | 41° 30′ 42″ N, 8° 29′ 27″ O |        |

## Tebosa
| Igreja                           | Patrono                 | Localização | coordenadas geográficas     | imagem |
| -------------------------------- | ----------------------- | ----------- | --------------------------- | ------ |
| Capela da Senhora do Campo       |                         |             | 41° 28′ 31″ N, 8° 28′ 47″ O |        |
| Capela de Santo António (Tebosa) | Santo António de Lisboa |             | 41° 29′ 03″ N, 8° 28′ 38″ O |        |

## Capelas
| Capelas                                                    | Freguesia                 | Observações                          | Coordenadas Geográficas |
| Capela da Santa Marinha                                    | Adaúfe                    |                                      |                         |
| Capela de São João (Adaúfe-Braga)                          | Adaúfe                    |                                      |                         |
| Capela da Nossa Senhora do Bom Sucesso                     | Adaúfe                    |                                      |                         |
| Capela da Nossa Senhora das Angústias                      | Crespos                   |                                      |                         |
| Capela do Senhor dos Passos                                | Crespos                   |                                      |                         |
| Capela de Santo Amaro (do Enxido)                          | Crespos                   |                                      |                         |
| Capela do Campo                                            | Cunha                     |                                      |                         |
| Capela da Pereira                                          | Dume                      |                                      |                         |
| Capela de São Brás                                         | Figueiredo                | Dentro dos terrenos da casa da torre |                         |
| Capela do Senhor dos Malguiados                            | Fradelos                  |                                      |                         |
| Capela de São Caetano                                      | Frossos                   |                                      |                         |
| Capela do Barrimau                                         | Guisande                  |                                      |                         |
| Capela da Consolação                                       | São Pedro de Merelim      |                                      |                         |
| Capela de Santa Cristina (Navarra-Braga)                   | Navarra (Braga)           |                                      |                         |
| Capela de Santo António                                    | Pousada (Braga)           |                                      |                         |
| Capela da Quinta da Igreja                                 | Santa Lucrécia de Algeriz |                                      |                         |
| Capela de São Bentinho dos Esquecidos                      | Santa Lucrécia de Algeriz |                                      |                         |
| Capela de São Brás (Santa Lucrécia de Algeriz-Braga)       | Santa Lucrécia de Algeriz |                                      |                         |
| Capela da Quinta do Bárrio                                 | Santa Lucrécia de Algeriz |                                      |                         |
| Capela de Santa Catarina (Santa Lucrécia de Algeriz-Braga) | Santa Lucrécia de Algeriz |                                      |                         |
| Capela de Santo António                                    | Semelhe                   |                                      |                         |